# Fonit Cetra
La Fonit Cetra è stata una casa discografica italiana, attiva tra il 16 dicembre 1957 e il 19 ottobre 1998.

## Storia
La Fonit Cetra nasce ufficialmente il 16 dicembre 1957 dalla fusione di due case discografiche antecedenti: la Cetra, azienda di stato di proprietà della Rai (e prima ancora dell'EIAR), con sede a Torino (fino agli anni cinquanta in via Assarotti 6, poi in via Avogadro 30 e infine da settembre 1961 in via Bertola 34), e la milanese Fonit (l'acronimo è Fon. I.T., e significa Fonodisco Italiano Trevisan), nata nel 1911.  Anche Cetra è un acronimo e significa Compagnia Editoriale Teatrale Radio Audizioni.
Entrambe le etichette avevano una posizione di rilievo nel mercato discografico italiano del dopoguerra, la Cetra grazie ad artisti come Nilla Pizzi, Achille Togliani e, a partire dal 1957, Claudio Villa (e all'opera del suo direttore generale, Edgardo Trinelli), e la Fonit grazie a Natalino Otto e Domenico Modugno (che aveva strappato alla RCA Italiana nel 1956).
Con la fusione, nel 1957 e fino agli anni settanta, le due aziende continuarono a pubblicare i dischi con le due diverse etichette. Inoltre mantennero le due sedi, con sede legale a Torino, magazzini e fabbrica a Milano e ufficio promozionale a Roma. Nel 1978 la sede di via Bertola 34 a Torino fu chiusa e l'attività concentrata tutta a Milano in via Meda 45.
La sede di Torino aveva, inoltre, anche uno studio di registrazione dove furono incisi molti dei dischi della casa discografica; il direttore artistico era Mario Zanoletti, mentre il tecnico del suono era Edoardo Massucci, figlio di Riccardo Massucci, il regista della famosa trasmissione dell'EIAR I Quattro Moschettieri e con la chiusura della sede anche lo studio cessò le attività.
È questo l'inizio di un periodo difficile per l'azienda, che entra in crisi al punto che, negli anni ottanta, non ha più una distribuzione autonoma e si deve appoggiare per quest'attività alla Dischi Ricordi.
Con un atto datato 23 luglio 1987 la denominazione sociale cambia in Nuova Fonit Cetra; viene così rilanciata per un decennio l'attività, grazie al nuovo Amministratore Lucio Salvini.
Nel 1997 entra in Rai Trade SpA, ma il 19 ottobre 1998 la società viene ceduta dalla Capogruppo RAI alla Warner Music che ne acquisisce il catalogo.
Tra i molti artisti che hanno inciso per la Fonit Cetra ricordiamo Narciso Parigi, Claudio Villa, il Quartetto Cetra, Sergio Endrigo, Marisa Sannia, Marco Armani, i New Trolls, i Delirium, Patty Pravo, Milva, Franco Tozzi, Bruno Venturini, Roberto Balocco, Otello Profazio, Gipo Farassino, Amedeo Minghi, Mietta, Mango, Loretta Goggi, Raffaella Carrà, Mia Martini, Ivano Fossati e Fausto Papetti, Luca Barbarossa, Manuel De Peppe, Michele Zarrillo, i Ricchi e Poveri, Gino Paoli, Gigi Finizio, gli Osanna, Renzo Arbore, Gigi D'Alessio, Nancy Cuomo, Anna Loddo, Rosa Balistreri, Maria Carta, Antonietta Laterza, Mimmo Cavallo, Plado, l'attrice Dalila Di Lazzaro, e tanti altri.